# Krainhagen
Krainhagen è una frazione (Ortsteil) della città di Obernkirchen, nel land della Bassa Sassonia, in Germania.

## Storia
Già comune autonomo nel circondario della contea di Schaumburg, fu soppresso e incorporato a Obernkirchen il 1º aprile 1974.